# Famille Caillard d'Aillières
La famille Caillard d'Aillières, olim Caillard, originaire du Maine, fait partie des  familles subsistantes de la noblesse française.
Depuis 1789, elle a entretenu au nord de la Sarthe - entre le Perche et l'Huisne - l'image d'une véritable « dynastie élective ».

## Histoire

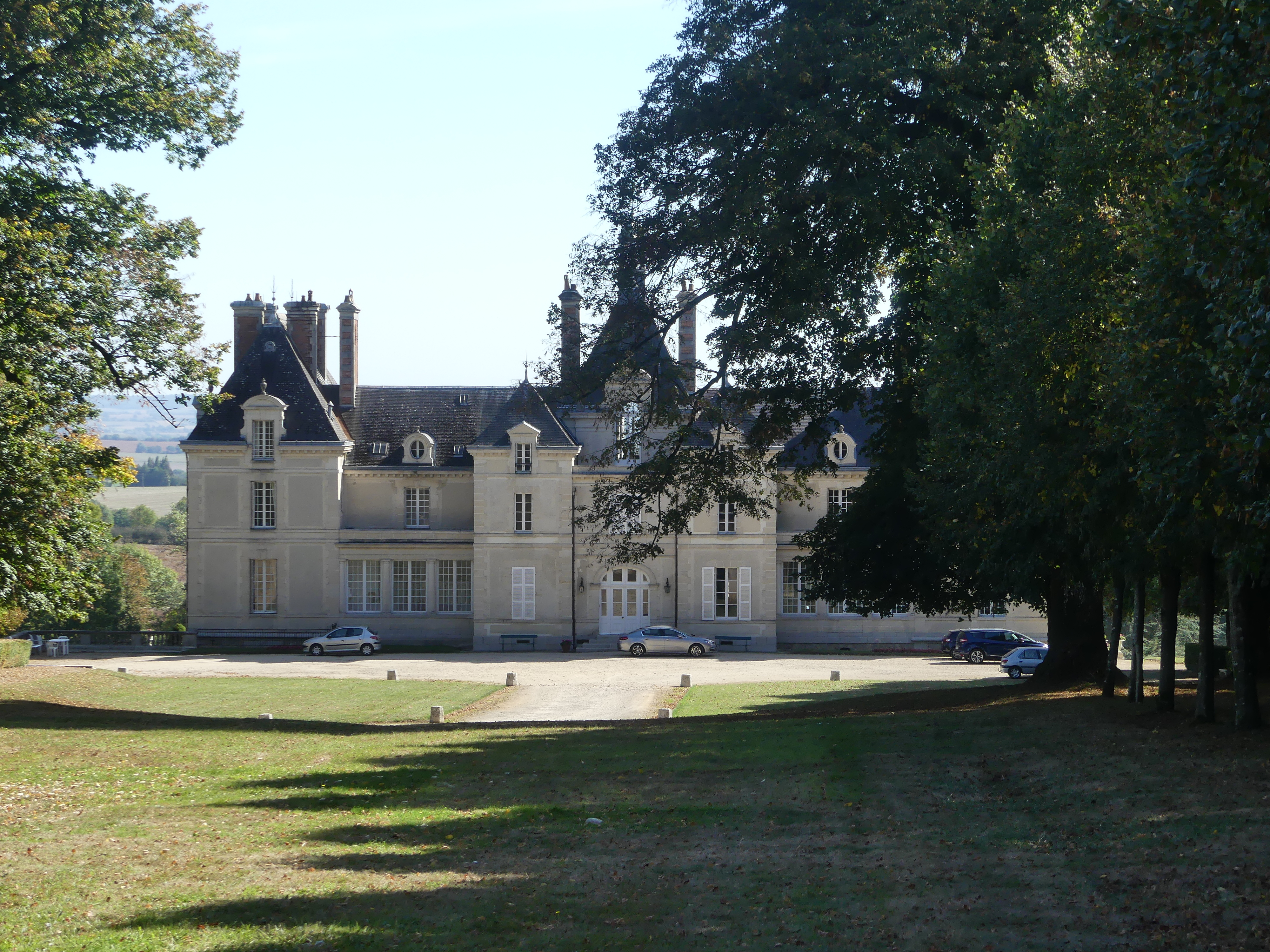
Le château d'Aillières

Gustave Chaix d'Est-Ange fait remonter la filiation de cette famille à Jean Caillard, écuyer, sieur des Haies, qui fait des acquisitions, avec sa femme Catherine Hermelin, en 1550, 1555 et 1568. Il indique deux branches pour cette famille, les Caillard d'Aillières toujours subsistants, et les Caillard de Beauvoir qui se sont éteints en 1861 avec Louis Caillard de Beauvoir et en 1907 avec Léontine Caillard de Beauvoir épouse Chaillou de Fougerolle.
Cette famille Caillard est entrée en possession de la terre d'Aillières en 1668 à la suite du mariage d'Abraham Caillard, écuyer, sieur de la Monnerie, maréchal des logis de la compagnie des chevau-légers du cardinal Mazarin, avec Judith Levasseur, héritière de cette seigneurie.
Sous le règne de Louis XIV, la famille Caillard d'Aillières est maintenue dans sa noblesse d'extraction par arrêt du Conseil d'État du 23 septembre 1671. Louis XIV les maintient, confirme leur noblesse et les anoblit en tant que besoin par lettres patentes de 1676. Enfin, le marquis de Mirosmenil, intendant de Tours, leur accorde une nouvelle maintenue de noblesse par un jugement du 4 janvier 1698.
Depuis Germain Caillard d'Aillières, qui fut l'un des représentants de la noblesse de sa sénéchaussée ou bailliage aux États généraux de 1789 et président du district municipal, les membres de la famille, bien implantés dans le village d'Aillières-Beauvoir (communes fusionnées en 1965) et dans son canton de La Fresnaye-sur-Chédouet, se sont succédé au poste de maire ; certains d'entre eux ont également été élus conseillers généraux, députés et sénateurs.
La famille posséda les fiefs des Haies, de La Monnerie, d'Aillières, de Beauvoir, de Villeparisis, de Villiers, du Marais.
La famille Caillard d'Aillières est subsistante. Elle est inscrite à l'ANF depuis 1938.
En juillet 2018, une exposition a été consacrée aux Caillard d'Aillières dans le service des archives départementales de la Sarthe. Organisée par le Conseil départemental, elle retraçait l'itinéraire politique d'une famille qui avait fourni à cette date seize élus depuis 1789 et, plus largement, son rôle social, militaire et religieux depuis 1668.

## Personnalités
- Germain Caillard d'Aillières, né le 1er août 1740 à Aillières, l'un des représentants de la noblesse de sa sénéchaussée ou bailliage aux États généraux de 1789, puis président du district municipal d'Aillières, mort sans postérité.
- Julien Caillard d'Aillières, frère cadet du précédent, né le 16 juillet 1742 au château d'Aillières, officier de l'armée royale, mort le 1er mai 1794 dans la prison de Chartres, pendant la Terreur. Il est l'auteur des branches subsistantes de la famille.
- Augustin-Henry Caillard d'Aillières (1784-1857), maire d'Aillières (depuis 1809), conseiller général de la Sarthe (1836-1857), élu député (légitimiste) de la Sarthe (1837-1839), sous la monarchie de Juillet.
- Fernand-Augustin Caillard d'Aillières (1816-1877), auditeur au Conseil d'État, député de la Sarthe.
- François-Alfred-Thérèse Caillard d'Aillières (1817-1906), officier de la Légion d'honneur, saint-cyrien (promotion de l'Obélisque, 1836-1838), chef de bataillon du 3e régiment de voltigeurs de la Garde impériale, député de la Sarthe (1897-1898).
- Augustin-Fernand Caillard d'Aillières (1849-1897), membre du Conseil d'État, chef de cabinet du ministre de l'Agriculture et du Commerce. Maire d'Aillières, conseiller général de la Sarthe (1877-1897), député de la Sarthe (1882-1897).
- Alfred-Fernand-Jean Caillard d'Aillières (1883-1950), chevalier de la Légion d'honneur, saint-cyrien (promotion de La Tour-d'Auvergne, 1903-1905), capitaine de cavalerie, maire d'Aillières.
- François-Alphonse Caillard d'Aillières (1889-1915), sous-lieutenant au 303e régiment d'infanterie, mort pour la France le 25 février 1915 au combat de Souain-Perthes-lès-Hurlus (première bataille de Champagne).
- Gustave-Henri-Joseph Caillard d'Aillières (1890-1977), polytechnicien (promotion 1910), général de brigade.
- Henri-Denis-Joseph Caillard d'Aillières (1894-1981), officier de la Légion d'honneur, croix de guerre 1914-1918 et 1939-1945, saint-cyrien (promotion de la Croix du Drapeau, 1913-1914), colonel.
- Bernard-Julien-Marie Caillard d'Aillières (1895-1957), maire d'Aillières, conseiller général de la Sarthe (1928-1940), député de la Sarthe (1936-1942).
- Fernand-Léopold-Marie-Joseph Caillard d'Aillières (1916-1985), ministre plénipotentiaire en Suisse et en Allemagne fédérale, chambellan du prince de Monaco et chef du Protocole, commandeur de l'ordre de Saint-Charles.
- François-Maurice-Marie Caillard d'Aillières (1921-1992), saint-cyrien (promotion Veille au Drapeau, 1943), général de brigade.
- Michel Caillard d'Aillières (1923-2010), maire de Cherreau (1953-1958), conseiller général de la Sarthe (1957-2001), maire d'Aillières puis d'Aillières-Beauvoir (1958-2008), député de la Sarthe (1958-1977), président du conseil général de la Sarthe (1970-1976 puis 1979-1992), vice-président du conseil régional des Pays de la Loire (1974-1986), sénateur de la Sarthe (1977-1995).
- Hervé Caillard d'Aillières, agriculteur, maire d'Aillières-Beauvoir (2008-2014).
- Emmanuel Caillard d'Aillières (1957), assureur, maire de La Suze-sur-Sarthe (2014-...).
- François-Xavier Caillard d'Aillières, éditeur du Trombinoscope, conseiller municipal d'Aillières-Beauvoir (2014-...).

## Portraits

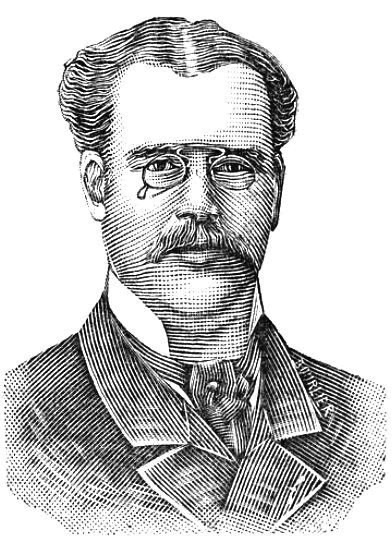
Augustin-Fernand Caillard d'Aillières (1849-1897)

## Alliances
Les principales alliances de la famille Caillard d'Aillières et de Beauvoir sont : Hermelin (XVIe siècle), Caron (1570), du Val (1613), Grosteste, Le Seigneur (1646), du Barquet (1662), Le Vasseur (1668), Drouin (1696), Caussin (1708), Le Conte de Gersant (1773), de Lubersac (1804), Thiroux de Gervilliers (1829), Chaillou de Fougerolle (1850), de Messemé (1857), Boulay de La Meurthe (1875), Billard de Saint-Laumer (1884), de Fréville de Lorme (1907), d'Anterroches (1910), Gautier de Charnacé (1919), Zylof de Steenbourg (1921), Teilhard de Chardin (1924), d'Aurelle de Montmorin de Saint-Hérem (1936), Massias-Jurien de La Gravière (1940), Reille (1953), de Varennes Bissuel de Saint-Victor (1958), de Salviac de Viel-Castel (1963), de Calonne d'Avesnes (1967), Sioc'han de Kersabiec (1967), Saint Georges-Chaumet, de Villardi de Montlaur (1977), Boula de Mareuïl (1979), Costa de Beauregard (1981), de Roquefeuil-Cahuzac (1982), du Peloux de Praron (1992), Viénot de Vaublanc (1994), de Vaissière (2006), de Peretti Della Rocca (2008), de Gasté, de Roüalle, Le Gualès de Mézaubran, de L'Épine, Loyzeau de Grandmaison.

## Armes
- D'argent au chevron de gueules, accompagné de trois merlettes de sable.[10]

## Pour approfondir